# سنی

سُنّی، اَهلِ سُنَت یا تَسَنُن، بزرگ‌ترین مذهب دین اسلام است که حدود ۸۷ تا ۹۰ درصد مسلمانان پیرو آن هستند. واژهٔ اهل سنت در نام این فرقه اسلامی، اشاره به شیوه زندگی محمد بن عبدالله دارد که آن را سنت پیامبر می‌نامند. اختلاف میان شیعه و سنی از زمان درگذشت پیامبر اسلام و تفاوت نظر بر سر جانشینی او آغاز شد و رفته رفته تبدیل به اختلاف نظرهای سیاسی و دینی گردید.
به باور اهل سنت، محمد برای خود جانشینی تعیین نکرد و جامعه اسلامی بر اساس سنت عمل کرده و ابوبکر، پدرزن پیامبر اسلام، را به عنوان نخستین خلیفه برگزیده است. در سمت مقابل، شیعیان معتقدند که محمد علی را به عنوان جانشین خود انتخاب کرده است. تنش سیاسی میان شیعیان و اهل سنت در طول تاریخ اسلام به مرور بیشتر شد و اخیراً با ظهور وهابیت، به اوج خود رسیده است.
پیروان تسنن را در عربی اهل سنت و جماعت (عربی: أهل السنة والجماعة) یا به صورت ساده‌تر، اهل سنت می‌نامند. در غرب، به خصوص در زبان انگلیسی، گاهی اهل سنت را «مسلمانان ارتدکس» نیز خطاب می‌کنند؛ با این حال در مورد این ترجمه اختلاف نظر وجود دارد.
قرآن، حدیث (به خصوص آن دسته از احادیثی که در صحاح سته ذکر آنان رفته) و اجماع، پایه‌های فقه سنی را تشکیل می‌دهند. تسنن مجموعه‌ای از مذاهب سنی است که به مرور زمان، میانشان اختلافاتی پدید آمده است. اشاعره و ماتریدی مهم‌ترین مکاتب کلامی، و حنفی، مالکی، شافعی و حنبلی مذاهب چهارگانه فقهی را تشکیل می‌دهند.

## واژه‌شناسی
واژه اهل سنّت از دو واژه عربی اهل و سنت تشکیل شده است. اهل به معنای گروهی است که در چیزی با هم شریک باشند و سنّت نیز به راه و روش نیکو و پسندیده گفته می‌شود.
سنت در اصطلاح معانی مختلفی دارد:
1. به معنای مستحب؛ که عمل به آن ثواب دارد و ترک آن عقاب ندارد.
2. عملی که مطابق عمل صاحب شرع است. در مقابل این لفظ، بدعت است.
3. در قرن اول و دوم، سنت به معنای آثار رسیده از پیامبر، صحابه و تابعین بود و معنای موسعی داشت.
4. سنت به معنای «قول و فعل و تقریر پیامبر» در نزد اهل سنت و «قول و فعل و تقریر معصوم» نزد شیعه، یکی از ادله استنباط است.[۱۷]

## خاستگاه

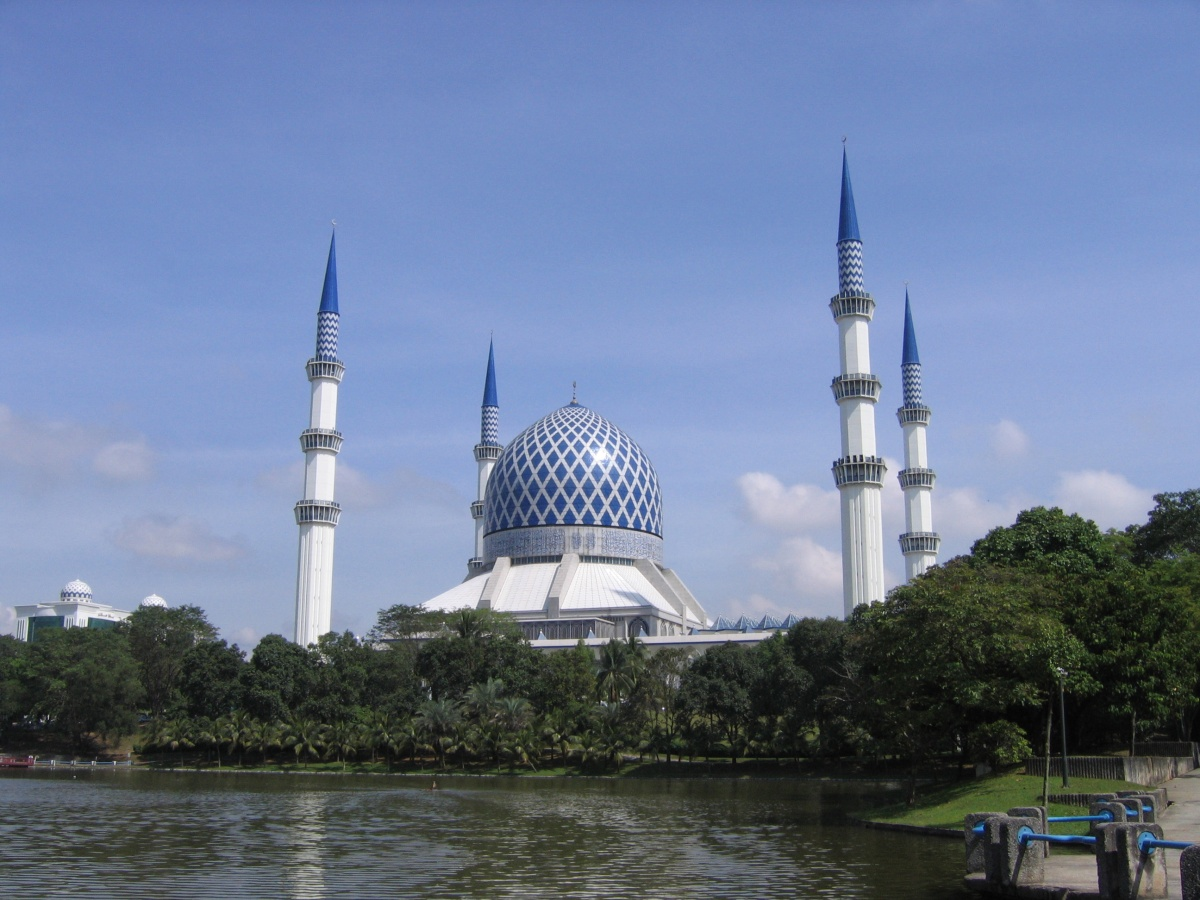
مسجد سلطان صلاح‌الدین عبدالعزیز در سلانگور، مالزی. مردم این کشور مسلمان و پیرو مذهب اهل سنت و مکتب شافعی هستند.

پیامبر اسلام ده سال پس از هجرت، و چند ماه پس از بازگشت از حجةالوداع، بیمار شد و ظهر روز دوشنبه در ۱۲ ربیع‌الاول سال ۱۱ مصادف با ۷ ژوئن سال ۶۳۲م در خانهٔ همسرش عایشه در شهر مدینه در حالی که ۶۳ سال داشت درگذشت. گروهی از مردم به سقیفه بنی ساعده رفتند تا در مورد جانشینی محمد گفتگو کنند. این امر درحالی بود که، علی به همراه طلحه و زبیر و جمعی از خویشان و صحابهٔ محمد، مشغول خاکسپاری‌اش بودند، نتیجه گردهمایی مسلمانان در سقیفه، انتخاب ابوبکر به‌عنوان جانشین محمد بود. گروهی از انصار در سقیفه بنی ساعده از سعد بن عباده حمایت می‌کردند، اما مهاجرین این را نپذیرفته و خود را از لحاظ خویشاوندی نزدیک‌تر به محمد می‌دانستند. در میان مهاجران عده‌ای نیز به رهبری علی و شامل زبیر، طلحه، عباس بن عبدالمطلب، مقداد، سلمان فارسی، ابوذر غفاری و عمار بن یاسر، علی را وارث مشروع محمد می‌دانستند. در اینجا سه تن از مهاجران به نام‌های ابوبکر و عمر و ابوعبیده جراح انصار را جمع کرده و به آن‌ها ابوبکر را تحمیل کردند. حسادت بین دو قبیلهٔ مهم انصار به نام اوس و خزرج و عدم فعالیت بنی‌هاشم در تبلیغ نظرشان، موفقیت این سه تن را تسهیل نمود.
این انتخاب باعث اختلاف بین هواداران ابوبکر و طرفداران علی شد. طرفداران علی قائل بودند که علی توسط شخص محمد به جانشینی منصوب شده است و بنابراین مقام خلافت باید از آن وی باشد. علاوه بر آن، طبری در تاریخ خود نقل کرده است که گروهی از مخالفان ابوبکر از جمله زبیر در خانهٔ فاطمه گرد آمدند و عمر با تهدید به آتش زدن خانه، آن‌ها را بیرون کشاند. علی بعداً مکرر می‌گفت که اگر چهل یاور داشت قیام می‌کرد. به نوشته پوناوالا علی و بنی‌هاشم تا قبل از مرگ فاطمه (حدود شش ماه) از بیعت با ابوبکر سر باز زدند. علی بر روی حقش پافشاری ننمود، چرا که تمایل نداشت امت نوپای اسلام دچار کشمکش گردد.
بدین ترتیب به تدریج نهاد خلافت پدید آمد که در خارج از جهان اسلام معادلی ندارد. خلیفه از منزلت رهبری و حق گزینش زمامداران برخوردار بود. انتصاب به خلافت نوعی قرارداد بود که تعهدات متقابلی را بین خلیفه و اتباع وی (امت) پدید می‌آورد.

## پیروان
| تسنن | تشیع | اباضیه |

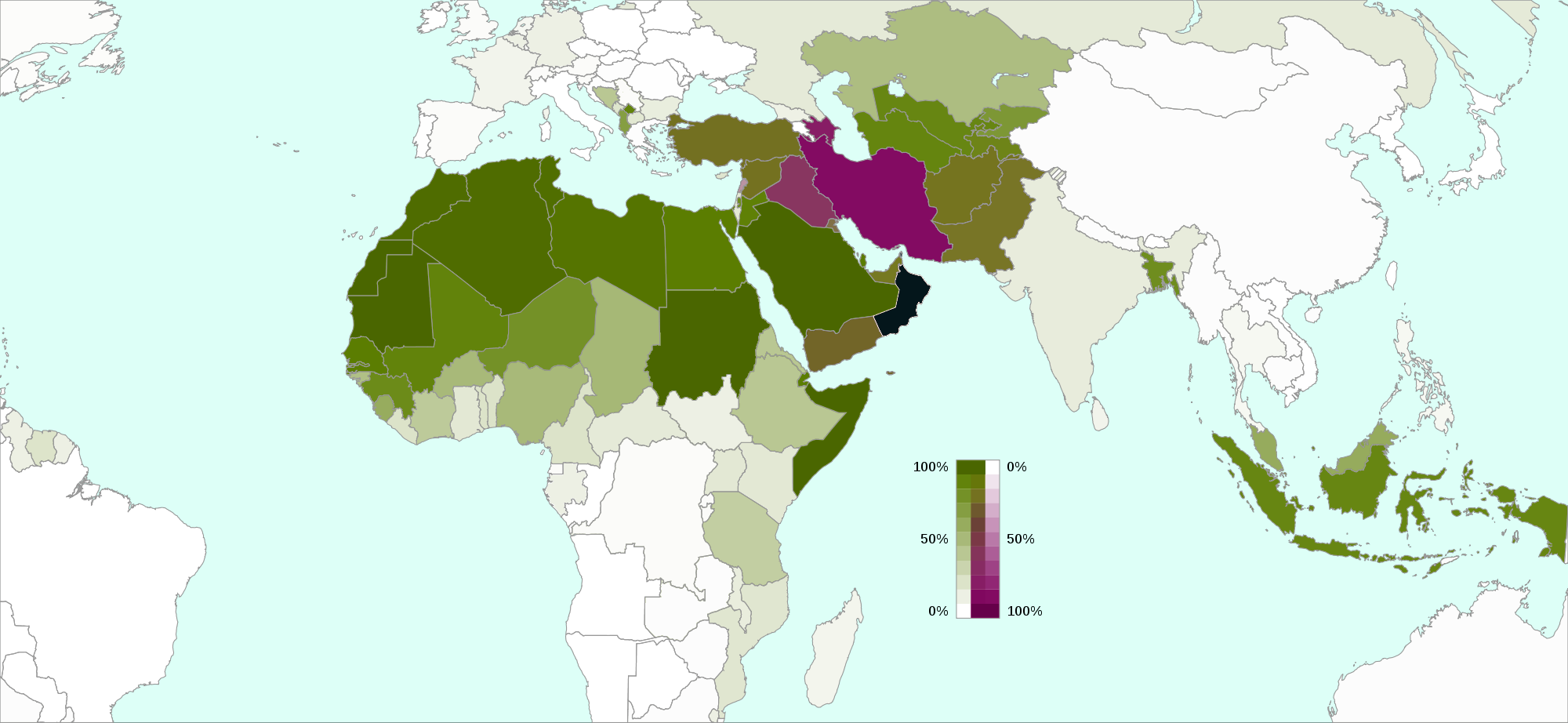
تسنن
تشیع
اباضیه

اهل سنت معتقدند که اصحاب پیامبر فرستندگان قابل اعتماد اسلام هستند زیرا خدا و پیامبر صداقت آن‌ها را پذیرفتند. منابعی از قرون وسطی حتی لعنت یا اهانت به آن‌ها را منع می‌کنند. روایاتی از پیامبر مانند روایتی که عبدالله بن مسعود از پیامبر نقل کرده است که «بهترین افراد نسل من هستند، سپس کسانی که از آن‌ها پیروی می‌کنند، سپس کسانی که از آن‌ها پیروی می‌کنند» این دیدگاه اهل سنت را تأیید کرده است. آن‌ها همچنین معتقدند قرآن نیز از این مطلب پشتیبانی می‌کند. بنابرین احادیث اصحاب نیز برای شناخت ایمان اسلامی قابل اعتماد هستند. اهل سنت همچنین معتقدند که اصحاب مؤمن واقعی بودند، زیرا آن‌ها وظیفه گردآوری قرآن را بر عهده داشتند.
طبق پژوهشی از مرکز تحقیقات پیو در سال ۲۰۱۰ که در سال ۲۰۱۱ انتشار یافت، ۱٫۶۲ میلیارد مسلمان در جهان زندگی می‌کنند که ۸۵ تا ۹۰٪ از آن‌ها سنی هستند. اهل سنت در تمام کشورهای جهان اسلام به جز شش کشور ایران، عراق، جمهوری آذربایجان، لبنان، بحرین و عمان در اکثریت هستند که در عمان مذهب اباضیه و در سایرین مذهب تشیع رایج است.

## فقه

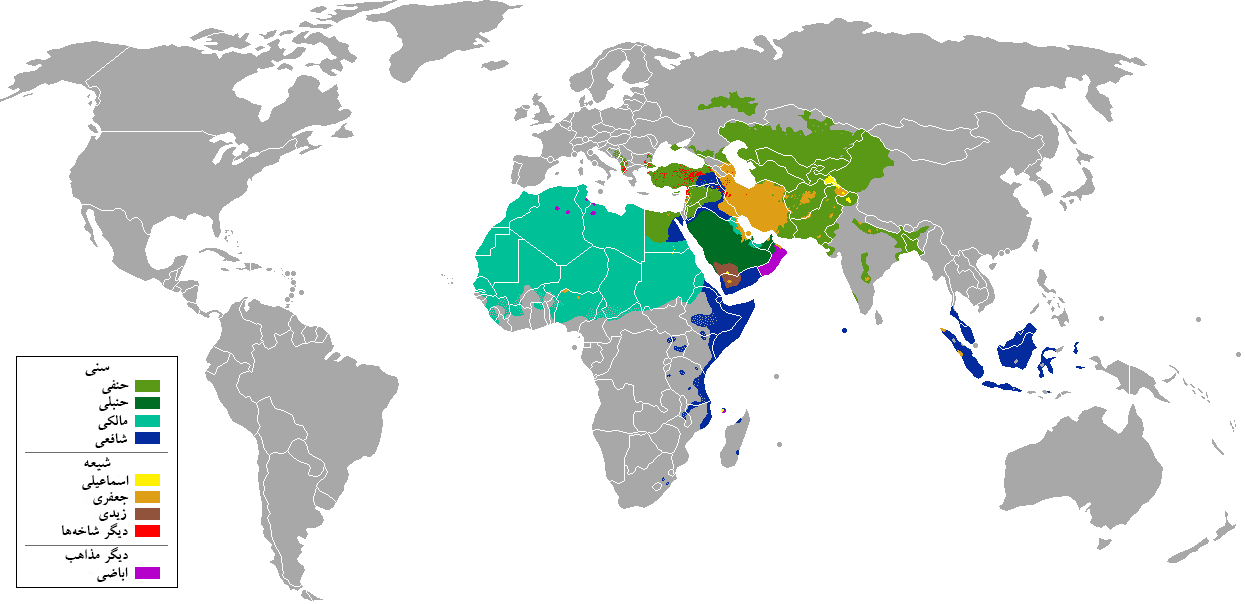
نقشه پراکندگی مذاهب اسلامی (اباضیه، سنی، شیعه)

### مذاهب فقهی
چهار مذهب حنفی، مالکی، شافعی و حنبلی مهم‌ترین مذاهب فقهی اهل سنت هستند و امروزه اکثریت قریب به اتفاق اهل سنت پیرو یکی از این مذاهب چهارگانه هستند. در گذشته مذاهب دیگری مانند اوزاعی، ثوری، لیثی، جریری و ظاهری نیز در میان اهل سنت رایج بوده‌اند که هم‌اکنون به جز ظاهری سایرین از میان رفته‌اند. مذهب ظاهری نیز برای سال‌ها از میان رفته بود تا اینکه در میانه قرن بیستم توسط برخی از مسلمانان احیا شد.

#### حنفی
فقه حنفی در بین مذاهب چهارگانه اهل سنت بیشترین پیرو را دارد و عمده پیروان این مذهب نیز در کشورهای آسیای میانه، افغانستان، پاکستان، چین، ترکیه، بالکان، شبه قاره هند و آسیای مرکزی قرار دارند و ۷۱ درصد از مسلمان‌های اهل سنت جهان پیرو این مذهب می‌باشند. نام این شاخه منسوب به بنیادگذار آن یعنی ابوحنیفه نعمان بن ثابت زوطی (۱۵۰–۸۰ هجری قمری) است. این مذهب بر منابع قرآن، سنت، گفته اصحاب، قیاس، استحسان، اجماع و عرف بنا شده است. آنچه در مسئله قیاس موجب تمایز ابوحنیفه از دیگران بود، میزان کاربرد و به ویژه چگونگی برخورد در موارد تعارض قیاس با ادله ضعیف نقلی همچون خبر واحد و برخی ظواهر بود.

#### مالکی
فقه مالکی توسط مالک بن انس و در قرن ۸ میلادی تأسیس شد. فقه مالکی به قرآن و سنت به عنوان منابع اولیه تکیه دارد. در این مذهب، سنت علاوه بر گفتار و رفتار پیامبر، شامل احکام قانونی صادر شده توسط چهار خلیفه نخست، به خصوص احکام صادر شده توسط عمر نیز می‌شود. برخلاف دیگر فقه‌های اسلامی، فقه مالکی، اجماع اهل مدینه را نیز به عنوان منبعی معتبر برای تشریع به رسمیت می‌شناسد. مالک کتابی در حدیث با نام «الموطأ» دارد. او در «اجتهاد» خود اعتماد بر قرآن کریم و حدیث می‌کرد و اگر حدیثی پیدا نمی‌کرد به «قیاس» رجوع می‌نمود. مذهب مالکی در مدینه نشأت یافت و در حجاز منتشر گشت سپس اهل مغرب و اندلس آن را پذیرفتند و اکنون این مذهب در مراکش، الجزایر، تونس، لیبی، جنوب مصر، سودان و کویت رواج دارد. اصول مذهب فقهی مالکی عبارتند از قرآن، سنت نبوی، عمل اهل مدینه، قول صحابی (در صورت فقدان حدیث نبوی)، مصالح مرسله، قیاس، سد ذرایع، اجماع، عرف و عادت، استحسان و استصحاب. این مذهب از نظر شمار پیروان رتبه دوم را در بین مذاهب چهارگانه دارد.

#### شافعی
فقه شافعی پیرو ابوعبدالله محمد ادریس شافعی است. وی با ادغام کردن مذاهب حنفی و مالکی روشی نوین را بنا نهاد که از حدیث در آن بهره می‌جست. او قرآن، سنت، اجماع و قیاس را قبول داشت و قائل به استدلال بود ولی به استحسان و مصالح مرسله اعتناء نداشت و آن را مردود می‌شمرد. شافعی نخستین کسی است که مسائل اصول فقه را در کتابی بنام الرساله تدوین و تألیف کرد. گرایش فقهی او میانه گرایش اهل حدیث و اهل رای است، چرا که وی گرایش ابوحنیفه را با گرایش مالک درآمیخت، یعنی از طرفی با اصول و مبانی ابوحنیفه تا حدی موافقت کرد و از طرف دیگر در بها دادن به حدیث با مالک همراه شد، تا آن جا که در عراق و خراسان به اهل حدیث شهره شد و مردم بغداد نام (یاور سنت) بر او نهادند. مذهب شافعی سومین مذهب پرجمعیت اهل سنت و جماعت است و پیروان آن در سومالی، اریتره، اتیوپی، جیبوتی، شرق مصر، تانزانیا، یمن، کردستان، اندونزی، مالزی، سری‌لانکا، مالدیو، کرالا و برخی مناطق ساحلی در هند، سنگاپور، میانمار، تایلند، برونئی، و فیلیپین ساکن هستند.

#### حنبلی
فقه حنبلی پیرو ابو عبدالرحمان احمد ابن حنبل است. ابن حنبل اهل حدیث بود و توجهی به رأی نداشت. استناد او صرفاً به قرآن و حدیث پیامبر اسلام بود. محمد پسر عبدالوهاب، مؤسس وهابیت نیز مذهب حنبلی داشته است. او در استنباط‌های فقهی خود به هشت دلیل قرآن، سنت، فتوای صحابه، اجماع، قیاس، استصحاب، مصالح مرسله و سد ذرایع تکیه کرده است. این مذهب کم‌شمارترین پیروان را در میان مذاهب چهارگانه دارد و پیروان آن بیشتر در عربستان، قطر و چهار امارت شارجه، ام‌القوین، راس‌الخیمه و عجمان در امارات متحده عربی ساکن هستند.

### تفاوت در مذاهب
مذاهب فقهی اهل سنت همگی روش‌های خاص خود را در تفسیر قوانین اسلامی دارند و از آنجا که این مذاهب روش‌های روشنی را برای تفسیر این قوانین بیان شده است، تفاوت‌های اندکی در فقه آن‌ها موجود است. گرچه در گذشته درگیری بین مذاهب اغلب خشونت‌آمیز بوده است، امروزه چهار مذهب اهل سنت اعتبار یکدیگر را به رسمیت می‌شناسند و در طول قرن‌ها در بحث‌های علمی با یکدیگر تعامل داشته‌اند.

## مکاتب کلامی

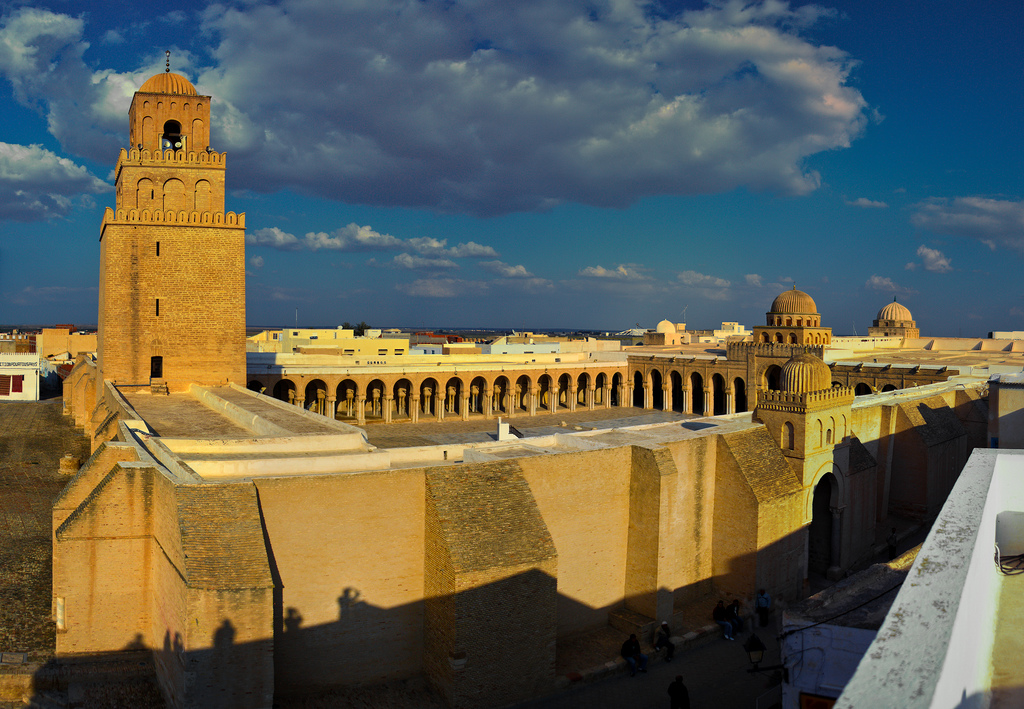
مسجد جامع قیروان در قیروان، تونس

از نظر اصول اعتقادی، اهل سنت و جماعت، در طیفی میان اشعریه تا سلفیه پراکنده‌اند. این اختلاف نظر بدین جهت است که گروهی از اندیشمندان در برخورد با مباحث اعتقادی به کلام و استدلال متوسل می‌شدند و گروهی دیگر معتقد به پذیرش نصوص و پیروی از شیوهٔ سلف (صحابه و تابعین) و پرهیز از مباحث کلامی بودند.

### اشاعره
اشاعره پیروان مکتب کلامی ابوالحسن علی بن اسماعیل اشعری هستند که در برابر خردگرایان معتزلی، بر نقل (قرآن و سنت) تأکید می‌ورزند و نقل را بر عقل ترجیح می‌دهند. ابوالحسن اشعری، برخلاف قدمای اهل حدیث مانند احمد بن حنبل، بحث و استدلال و به کار بردن منطق را در اصول دین جایز شمرد و از قرآن و سنت بر مدعای خود دلیل آورد. او کتابی به نام «رسالة فی استحسان الخوض فی علم الکلام» نوشته است. پس از او نامداران دیگری در این مکتب ظهور کردند و پایه‌های آن را استوار کردند. از آن میان قاضی ابوبکر باقلانی معاصر شیخ مفید و درگذشته در سال ۴۰۳ و ابواسحاق اسفراینی که در طبقه پس از باقلانی و سید مرتضی علم‌الهدی به‌شمار می‌رود، و دیگر امام الحرمین جوینی استاد غزالی و خود امام محمد غزالی صاحب «احیاء علوم الدین» متوفای در ۵۰۵ هجری و امام فخرالدین رازی را باید نام برد. اندیشه و روش اشاعره در سده‌های آزگار در دگردیسی بوده است، اما آنچه امروز به نام باورهای اشعری بدان‌ها استناد می‌شود، بیش‌تر استدلال‌هایی است، که قاضی عضدالدین ایجی در کتاب مواقف ش آورده است.

### ماتریدی
بنیان‌گذار مکتب ماتریدی ابو منصور ماتریدی بود. میان او و حکیم سمرقندی دربارهٔ اختلاف میان اهل سنت و معتزلیان و کرامیان در سمرقند مناظره بوده است. این مکتب تا مدت‌ها با عنوان مکتب علمای سمرقند شناخته می‌شد. بعد از ابومنصور ماتریدی بود که افرادی همچون حکیم سمرقندی، ابولیث سمرقندی، ابوالیسر پزودی و نجم‌الدین عمر نسفی آن را به نام ماتریدی گستردند. دوران ماتریدی دورهٔ ضعف حکومت مرکزی بغداد است و در همین دوره است که حکمرانیهای محلی یکی پس از دیگری استقلال یافته‌اند، از جلمه حکومت ادب‌پرور سامانیان. در دوران حکومت همین خاندان بر خراسان و فرارود بود که ماتریدی تربیت یافت. ماتریدیه برای اثبات خدا و بحث توحید عموماً بر براهینی که دیگر متکلمان نیز به آن اشاره دارند مانند برهان حدوث، برهان وجوب و امکان و برهان نظم تکیه دارند. یکی از براهین جالب توجهی که ماتریدی به چالش می‌کشد، برهان شر است. او از این برهان که به‌طور معمول برای انکار خداوند به کار می‌رود برای اثبات وجود صانع بهره می‌جوید: «اگر عالم خود به خود به وجود آمده بود می‌بایست هر چیزی برای خود بهترین و نیکوترین صفات و حالات را پدید می‌آورد و در این صورت شرور و زشتی‌ها وجود نمی‌داشت و وجود اینها دلیل بر این است که جهان خود به خود به وجود نیامده بلکه به واسطه غیر از خود پدید آمده است».

### معتزله
معتزله برخلاف اهل حدیث که انبوه حدیث‌های اصیل و جعلی پیامبر و صحابه را مورد توجه خود قرار داده بودند، عقل و خرد را به تنهایی برای پیروی از اسلام راستین کافی می‌دانستند؛ و گاهی نظرات فلاسفه را با دین مخلوط می‌ساختند. بعدها اشاعره برخاستند و جانشین اهل حدیث شدند. اشاعره را می‌توان جمع میان معتزله و اهل حدیث دانست ولی آن‌ها نیز عقاید معتزله را مردود می‌دانستند. تأکید معتزله بر روی عقل آنچنان جدی بود که برخلاف بسیاری از فقها که حدیث را مطلق می‌دانستند آنان اعتقاد داشتند که در تعارض حدیث با عقل، عقل مقدم است. به علاوه و باز برخلاف نظر بسیاری از علما، اعمال و احادیث صحابه را مطلق و لازم‌الاجرا نمی‌دانستند. اما اساسی‌ترین و در عین حال بحث‌انگیزترین موضع‌گیری معتزله در بحث پیچیده مخلوق (حادث) یا غیر مخلوق (قدیم) بودن قرآن پیش‌آمد.

### سلفیه
سلفی‌ها به دین اسلام تمسک جسته و خود را پیرو سلف صالح می‌دانند و در عمل و اعتقادات خود از پیامبر اسلام، صحابه و تابعین تبعیت می‌کنند. سلفی‌ها تنها قرآن و سنت را منابع احکام و تصمیمات خود می‌دانند. سلفی گری دو رکن اساسی دارد: یکی بازگشت به شیوهٔ زندگی و مرام سلف صالح و در نهایت سنت حجاز و به خصوص سنت اهل مدینه در ۱۴۰۰ سال پیش، و دوم مبارزه با بدعت، یعنی هر چیزی که سلفی‌ها جدید و خلاف سنت می‌دانند. سلفی‌های معاصر بر معنی خاصی از توحید تأکید زیادی دارند که باعث می‌شود افراد بسیاری «نامعتقد» به آن تلقی گردند. سلفی‌گری دارای ابعاد مذهبی، فرهنگی، اجتماعی، و سیاسی است و تأثیری بنیادین بر متفکران مسلمان در گوشه و کنار جهان اسلام گذاشته است.
در تاریخ معاصر دست کم سه گونه سلفی گری قابل تفکیک است. سلفی گری ظاهرگرا پیرو آرای اهل حدیث‎ و به‌خصوص ابن تیمیه و محمد بن عبدالوهاب است. سلفی‌گری جدید، رویکردی متمایز از سلفی گری ظاهرگراست که در آغاز قرن بیستم و در واکنش به پیشرفت‌های غرب توسط سید جمال‌الدین اسدآبادی و محمد عبده با هدف آزادسازی امت اسلام از تقلید و جمود و احیای اخلاقی، فرهنگی، و سیاسی بنیان‌گذاری شد. جهادگرایی سلفی الهام‌بخش بسیاری از گروه‌های مسلح مانند القاعده در آغاز قرن ۲۱ بوده است. این گروه‌ها دیدگاه‌های سلفی‌گری علمی (سلفی‌گری سنتی) را رد کرده و خشونت را راهی مناسب و ضروری برای مقابله با حملات غرب علیه اسلام می‌دانند. این گروه‌ها متون اسلامی و تاریخ را بازتفسیر نموده و بر آیات نظامی قرآن و تاریخ نظامی اسلام تأکید بسیار دارند. تخمین زده شده است که سلفی‌های جهادی کمتر از یک درصد کل جمعیت مسلمانان را تشکیل می‌دهند.

## عرفان

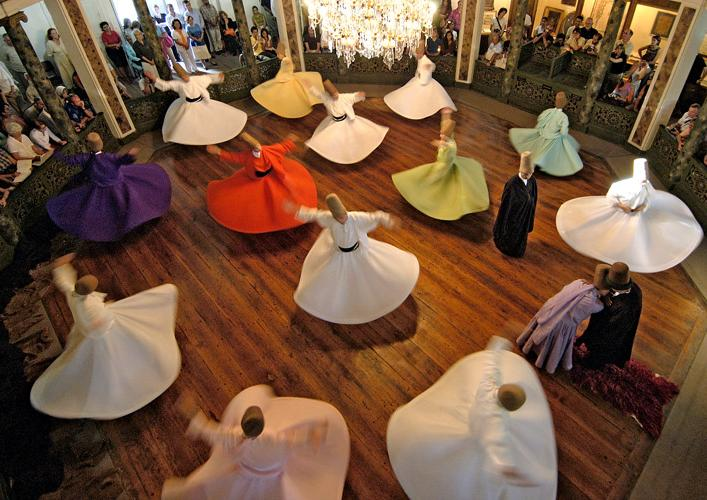
صوفیان در سماع

همواره سنت غنی از عرفان به صورت تصوف در میان اهل سنت رایج بوده است. از نظر تاریخی، تصوف از اوایل قرون وسطی به بعد «به یک بخش فوق‌العاده مهم از اسلام» و «یکی از جنبه‌های گسترده و همه‌جانبه زندگی مسلمانان» در تمدن اسلامی تبدیل شد و تقریباً در همه جنبه‌های اصلی زندگی مسلمانان سنی از هند و عراق تا سنگال نفوذ کرد. تصوف تا قرن بیستم همچنان به عنوان بخش مهمی از زندگی روزمره مسلمانان باقی ماند و در این زمان با ظهور سلفی‌گری و وهابیت مبارزه با نفوذ آن بر تمدن اسلامی آغاز شد. در قرن یازدهم، تصوف، که پیشتر در تقوای اسلامی کمتر روند «مدونی» داشت، «مدون و متبلور» شد و به صورتی درآمد که تا به امروز ادامه داشته است.
تصوف، روشی از سلوک باطنی است. در تعریف تصوف، نظرات مختلفی بیان شده اما اصول آن بر پایه طریقه ایست که شناخت خالق جهان، کشف حقایق خلقت و پیوند بین انسان و حقیقت از طریق سیر و سلوک عرفانی باطنی و نه از راه استدلال عقلی جزئی میسر است. موضوع آن، نیست شدن خود، و پیوستن به خالق هستی و روش آن اصلاح و کنترل نفس و ترک علایق دنیوی و خویشتن داری است.
ظاهراً واژه صوفی در قرن دوم هجری، در برخی از سرزمین‌های اسلامی، به‌خصوص در میان‌رودان، متداول شد. کسانی که در قرن دوم صوفی خوانده می‌شدند، تشکیلات اجتماعی و مکتب و نظام فکری و عرفانی خاصی نداشتند؛ به‌عبارت دیگر، تشکیلات خانقاهی و رابطه مرید و مرادی و آداب و رسوم خاص صوفیه، و همچنین نظام فکری و اعتقادی ای که جنبه نظری تصوف را تشکیل می‌دهد، در قرن دوم و حتی در ربع اول قرن سوم پدید نیامده بود.

## دیدگاه دربارهٔ حدیث

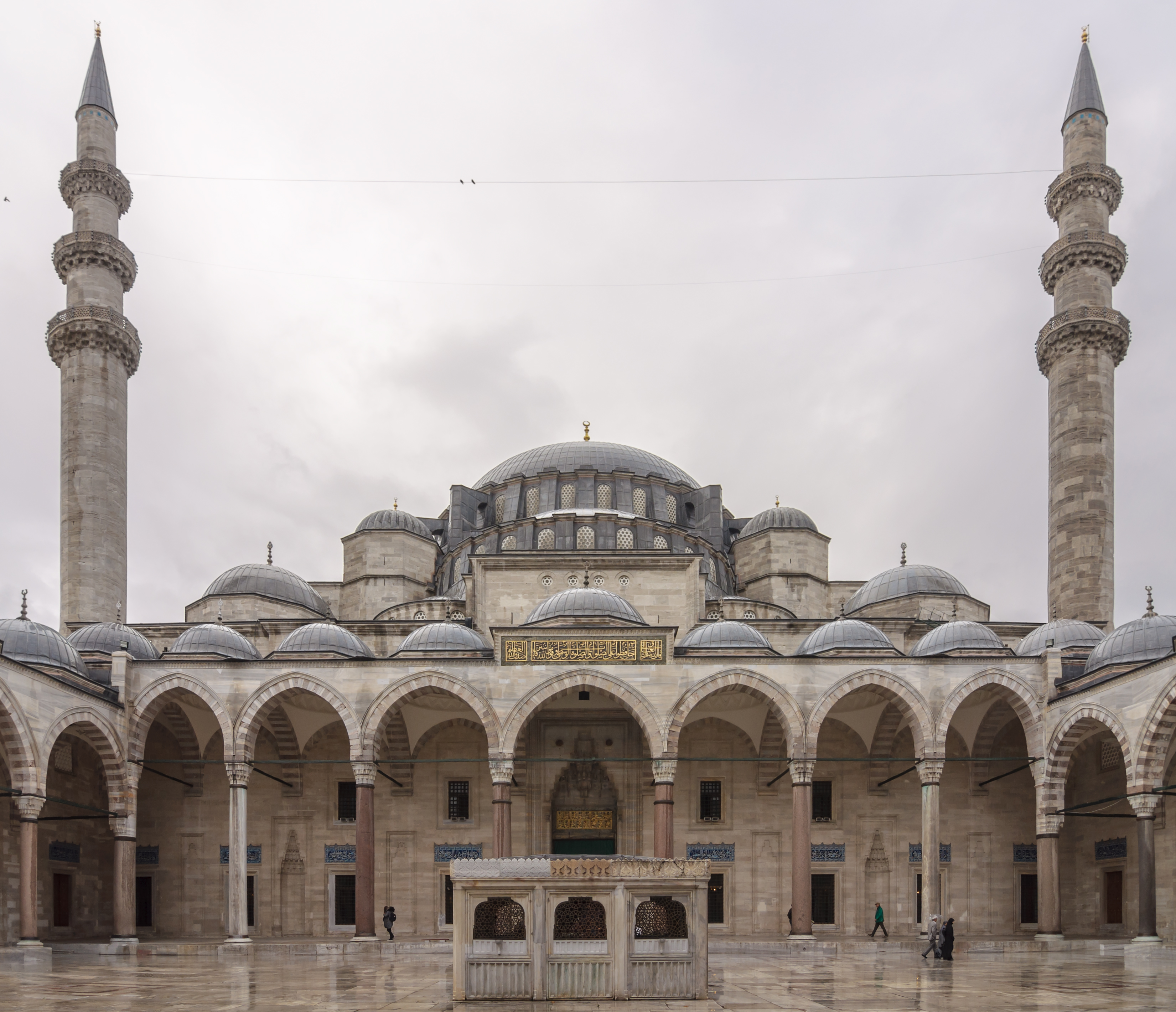
مسجد سلیمانیه در استانبول.

قرآن به گونه‌ای که امروزه به صورت کتاب وجود دارد توسط اصحاب پیامبر در عرض چند ماه پس از مرگ وی گردآوری شده و مورد قبول همه فرقه‌های اسلام است. با این حال، مسائل اعتقادی و زندگی روزمره بسیاری وجود دارد که بدان مستقیماً در قرآن اشاره نشده است. در ابتدا پیامبر و جامعه اولیه مسلمان نظاره‌گر رفتارها بودند اما با گذر زمان نسل‌های بعدی به دنبال سنت‌های شفاهی در مورد تاریخ اولیه اسلام و اعمال محمد و پیروان نخستین او بودند و آن‌ها را نوشتند تا حفظ شوند. این سنت‌های شفاهی ضبط شده را حدیث می‌نامند. دانشمندان مسلمان در طول دوره‌هایی که حدیث را غربال کرده‌اند و سلسله روایات هر سنت را ارزیابی کرده‌اند، وثاقت راویان را موشکافی می‌کنند و قدرت هر حدیث را بر این اساس قضاوت می‌کنند.

### کتب سته
کتب سته یا کتاب‌های شش‌گانه شش کتاب حاوی حدیث هستند. این کتاب‌ها معتبرترین کتب حدیث نزد اهل سنت و پس از قرآن مهم‌ترین منابع دینی است که در دسترس آنان است و توسط علمای اهل سنت مطالعه و استفاده می‌شود. دو کتابی که نوشته بخاری و مسلم هستند در میان سایرین از درستی بیشتری برخوردارند. این شش کتاب عبارتند از:
- صحیح بخاری از محمد بخاری
- صحیح مسلم از مسلم بن حجاج نیشابوری
- سنن نسایی از احمد بن شعیب نسائی
- سنن ابوداود از ابوداوود سلیمان
- سنن ترمذی از ابوعیسی محمد ترمذی
- سنن ابن ماجه از ابن ماجه

همچنین مجموعه‌های دیگری از حدیث وجود دارد که حاوی بسیاری از حدیث‌های معتبر است و اغلب توسط پژوهشگران و متخصصان استفاده می‌شود. نمونه‌هایی از این مجموعه‌ها عبارتند از:
- مصنف عبدالرزاق الصنعانی از عبد الرزاق صنعانی
- مسند احمد بن حنبل از احمد بن حنبل
- المستدرک علی الصحیحین از ابوعبدالله حاکم نیشابوری
- الموطأ از مالک بن انس
- صحیح ابن حبان از ابن حبان
- صحیح ابن خزیمه از ابوبکر محمد ابن خزیمه
- سنن دارمی از محمد دارمی

## نهادهای دولتی اهل سنت

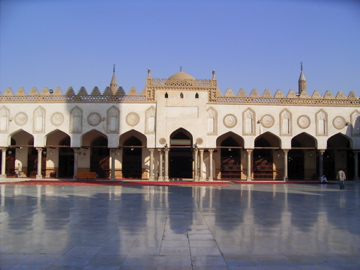
دانشگاه الازهر در قاهره

مؤسسه الازهر در مصر یکی از مهم‌ترین نهادهای آموزشی اسلام اهل سنت در سراسر جهان است. ماده ۳۲ ب، بند ۷ قانون ازهر مصر در سال ۱۹۶۱ تصریح می‌کند که ازهر از «راه اهل سنت پیروی می‌کند» («منهج اهل سنت و جماعت») و امت با مبانی دین و کاربردهای فقه، با چهار مذهب آن، موافقت کرده است. تنها کسانی که به مسیر علم و رفتار خود پایبند باشند می‌توانند «عضو شورای علمای بزرگ» (هیئت کبار العلما) شوند که امام اکبر الازهر در میان آن‌ها گزیده می‌شود. دانشگاه زیتونه در تونس و دانشگاه قرویین در مراکش نیز به رسمیت شناخته شده‌اند. آن دو به همراه ازهر در سند نهایی کنفرانس اهل سنت در گروزنی ذکر شده‌اند.
یکی دیگر از نهادهایی که ادعا می‌کند از طرف اهل سنت سخن می‌گوید، شورای علمای ارشد است که در سال ۱۹۷۱ در عربستان سعودی بنیان‌گذاری شده است. در گذشته این شورای چندین بار در مورد فتاوا در مورد عضویت سنی‌ها در گروه‌های اسلامی خاص اظهار نظر کرده است. شورا در سال ۱۹۸۶ فتوایی مبنی بر حذف جامعه احباش از اهل سنت منتشر کرد. جامعه مسلمانان جهان در مکه که عربستان سعودی آن را نیز بنیان‌گذاری کرده است، در سال ۱۹۸۷ مصوبه‌ای منتشر کرد مبنی بر اینکه تسنن به معنای آموزه‌های ناب زمان پیامبر و وجود حق خلافت است.
اداره امور دینی ترکیه (Diyanet İşleri Başkanlığı یا سازمان دیانت) از سیاست مذهبی امپراتوری عثمانی پیروی می‌کند و تفسیری سنی از اسلام ارائه می‌دهد. برنامه‌های کمیته وحدت ملی در دهه ۱۹۶۰ برای تبدیل مرجع دیانت به یک نهاد غیردولتی که علوی‌ها را نیز در بر می‌گرفت، به دلیل مقاومت روحانیت محافظه‌کار اهل سنت در داخل و خارج از مرجع دیانت شکست خورد. از دهه ۱۹۹۰، مرجع دیانت خود را به عنوان نهادی معرفی کرد که بالاتر از مذاهب (mezhepler üstü) قرار دارد. گرچه آموزش دینی که توسط مقامات در مدارس ترکیه سازماندهی شده است منحصراً بر اساس درک اهل سنت از اسلام است.

## خویشتن‌شناسی

### به عنوان فرقه ناجیه
یک حدیث معروف از پیامبر اسلام نقل شده که امت اسلامی به ۷۳ فرقه تقسیم می‌شود و تنها یکی از این فرقه‌ها، فرقهٔ ناجیه («گروه نجات‌یافته») است. اهل سنت بر این باورند که خود فرقه ناجیه هستند. برای نمونه عبدالقاهر بغدادی (مرگ در ۱۰۳۷ میلادی) در اثر خود الفَرق بین الفِرَق بیان می‌کند که در اسلام ۲۰ فرقه رافضی، ۲۰ فرقه خوارج، ۲۰ فرقه قدریه، ۳ فرقه مرجئه، ۳ فرقه نجاریه، ۳ فرقه کرامیه و همچنین بکریه، دراریه و جهمیه هستند که سر جمه ۷۲ فرقه می‌شوند. فرقه هفتاد و سوم که «فرقه ناجیه» به‌شمار می‌رود اهل سنت هستند. به گفته البغدادی آن‌ها از دو گروه تشکیل شده‌اند، پیروان رای و پیروان حدیث. با این حال، آن‌ها هر دو در اصول دین یکسان هستند. تنها تفاوت در فروع دین از هنجارهای مربوط به این سؤال که چه چیزی حلال و چه چیزی حرام است، می‌باشد. گرچه این تفاوت‌ها آنقدر زیاد نیست که آن‌ها یکدیگر را منحرف از راه راست بدانند.

### به عنوان مرکز مسلمانان
علمای سنی بعدی نیز اهل سنت را به عنوان مرکز جامعه مسلمانان معرفی می‌کنند. این ایده پیشتر تا حدودی در آثار عبدالقاهر بغدادی ظاهر شده است که بر چندین سؤال متعصبانه تأکید می‌کند که اهل سنت موضعی دارند که در میانه مواضع دیگر گروه‌های اسلامی قرار گرفته است. برای نمونه در زمینه تقدیر آن‌ها در میانه دو موقعیت افراطی جبریه و قدریه قرار دارند.
به گفته عالم حنبلی ابن تیمیه (مرگ در ۱۳۲۸ میلادی) اهل سنت نماینده «میانه فرقه‌های امت» (الوسط فی فراق الامه) هستند همان‌طور که امت اسلامی در میانه جامعه دین‌های دیگر قرار دارد. برای نمونه وقتی صحبت از صفات خدا می‌شود، اهل سنت در میانه بین جهمیه، که خدا را از صفات به‌طور کامل مبری می‌دانند، و مشبهه، که خدا را شبیه آفریده‌ها می‌دانند، ایستاده‌اند.
عالم حنفی علی القاری (مرگ در ۱۶۰۶) نیز بعدها این ایده را ادامه داد. او در رساله ضدشیعه خود به نام شم العوارض فی ذم الروافض او حدیثی را از علی بن ابی‌طالب نقل می‌کند که: «دو نوع انسان بر من هلاک می‌شوند: عاشق اغراق‌آمیز و متنفر افراطی.» او باور دارد که که عاشقان اغراق‌آمیز رافضی‌ها و متنفران افراطی خوارج هستند. از سوی دیگر، اهل سنت ، علی را بسیار دوست دارند و بنابراین در میانه متعادل قرار دارند (الوسط الذی هو القسط). القاری معتقد است از آنجایی که اهل سنت از مبالغه‌ای که در حدیث علی گفته می‌شود، دوری می‌کنند، آن‌ها «شیعه علی» واقعی هستند.

### به عنوان حاملان اصلی علم و فرهنگ اسلامی
عبدالقاهر بغدادی در الفرق بین الفرق اهل سنت را به عنوان حاملان واقعی علم و فرهنگ اسلامی معرفی می‌کند. البغدادی توضیح می‌دهد که سنی‌ها در همه علوم، دانش‌ها و تلاش‌هایی که مسلمانان به آن افتخار می‌کنند، سهم عمده‌ای ایفا کرده‌اند. البغدادی در آخرین فصل از کتاب خود نیز این موضوع را به فعالیت‌های ساختمانی در کشورهای اسلامی مربوط می‌کند. او باور دارد که سنی‌ها با مساجد، مدارس، مکان‌ها، کارگاه‌ها و بیمارستان‌های خود به موقعیتی دست‌نیافتنی دست یافته‌اند چرا که هیچ‌یک از افراد غیرسنی چنین خدماتی را انجام نداده‌اند.